# Kristina Persson
Pour les articles homonymes, voir Persson.
Inger « Kristina » Persson, née le 16 avril 1945 à Östersund (Suède), est une économiste et femme politique suédoise. Membre des Sociaux-démocrates (SAP), elle est ministre de la Stratégie, de l'Avenir et de la Coopération nordique au sein du gouvernement Löfven depuis 2014. 

## Biographie
Après avoir obtenu son diplôme de l'école supérieure générale d'Östersund en 1964, elle étudie à l'école d'économie de Stockholm, où elle obtient un diplôme en économie en 1968. Elle effectue son stage au ministère des affaires étrangères en 1970-1971, a été secrétaire départementale au ministère des finances en 1971-1973, travaille au secrétariat des études sur l'avenir en 1973-1976 et à la Confédération nordique des syndicats en 1983-1986, et est secrétaire de recherche à TCO en 1986-1993.
Elle représente les sociaux-démocrates au Riksdag en 1991 et en 1993-95 pour la circonscription de la municipalité de Stockholm. Elle est membre du Parlement européen du 1er janvier au 8 octobre 1995. Elle est gouverneure du comté de Jämtland de 1995 à 2001 et sous-gouverneur de la Riksbank de 2001 à 2007. En 2007, elle est présidente de l'Association nordique et du groupe de réflexion Global Challenge, qu'elle a également fondé en 2005.
Le 3 octobre 2014, elle est nommée ministre au sein du Cabinet Office du gouvernement de Stefan Löfven, chargée de la stratégie et des questions d'avenir (populairement appelée " futur ministre ") et de la coopération nordique. Persson quitte le gouvernement lors du remaniement du 25 mai 2016.